# Городиськ (Сім'ятицький повіт)
Гродзиськ (пол. Grodzisk) або Городиськ — селище (колишнє місто) в Польщі, у гміні Гродзиськ Сім'ятицького повіту Підляського воєводства.

## Історія
На місці селища був середньовічний город, вік якого сягає до XI—XIII століть. Археологічні розкопки городища провадив у 1924 році Роман Якимович. Досі зберігся західний фрагмент оборонних валів, які мали форму овалу, були оточені ровом. Укріплення на валах було збудоване з дерев'яних колод, які знаходили при розкопках.
1601 року вперше згадується церква в Городиську.
У 1775 році Городиськ отримав міські права, які втратив у 1801 р.
За переписом 1921 року в Городиську проживали 274 мешканці (151 православний, 89 римокатоликів і 34 юдеї).
У 1975—1998 роках селище належало до Білостоцького воєводства.

## Пам'ятки
- Парафіяльна православна церква св. Миколи Чудотворця, збудована в 1891—1893 рр. (№ 781 від 20.01.1994).
- Дерев'яна греко-католицька церква другої половини XVII ст., з 1839 р. — православна, з 1923 р. — костел (№ 282 від 18.11.1966), у 2016 р. перевезена до скансену в с. Корицини.
- Модерний парафіяльний костел Небовзяття Найсвятішої Панни Марії (Успіння Пресвятої Богородиці), збудований у 1987—1990 рр.